# Hygiène de l'assassin

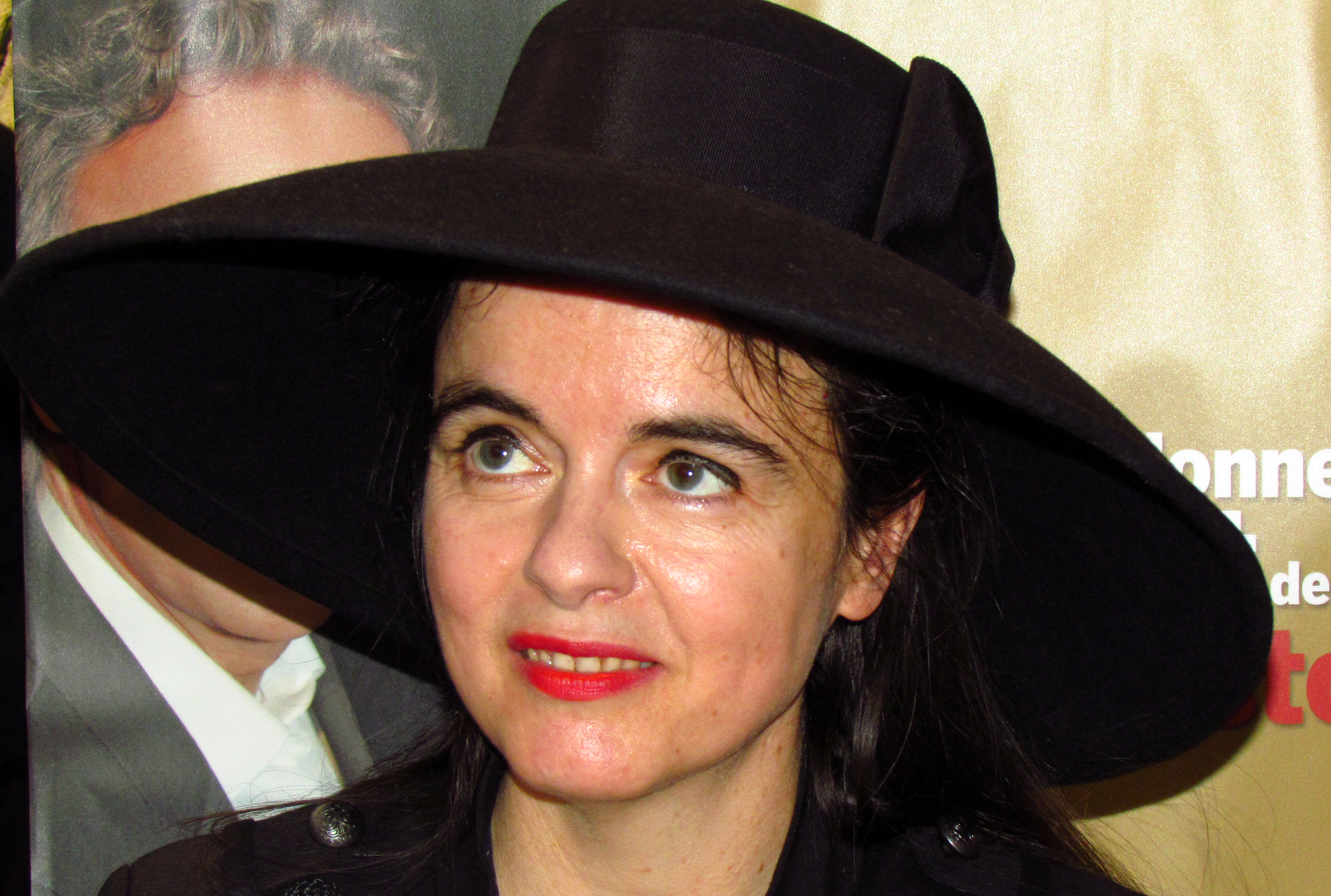
De auteur Amélie Nothomb

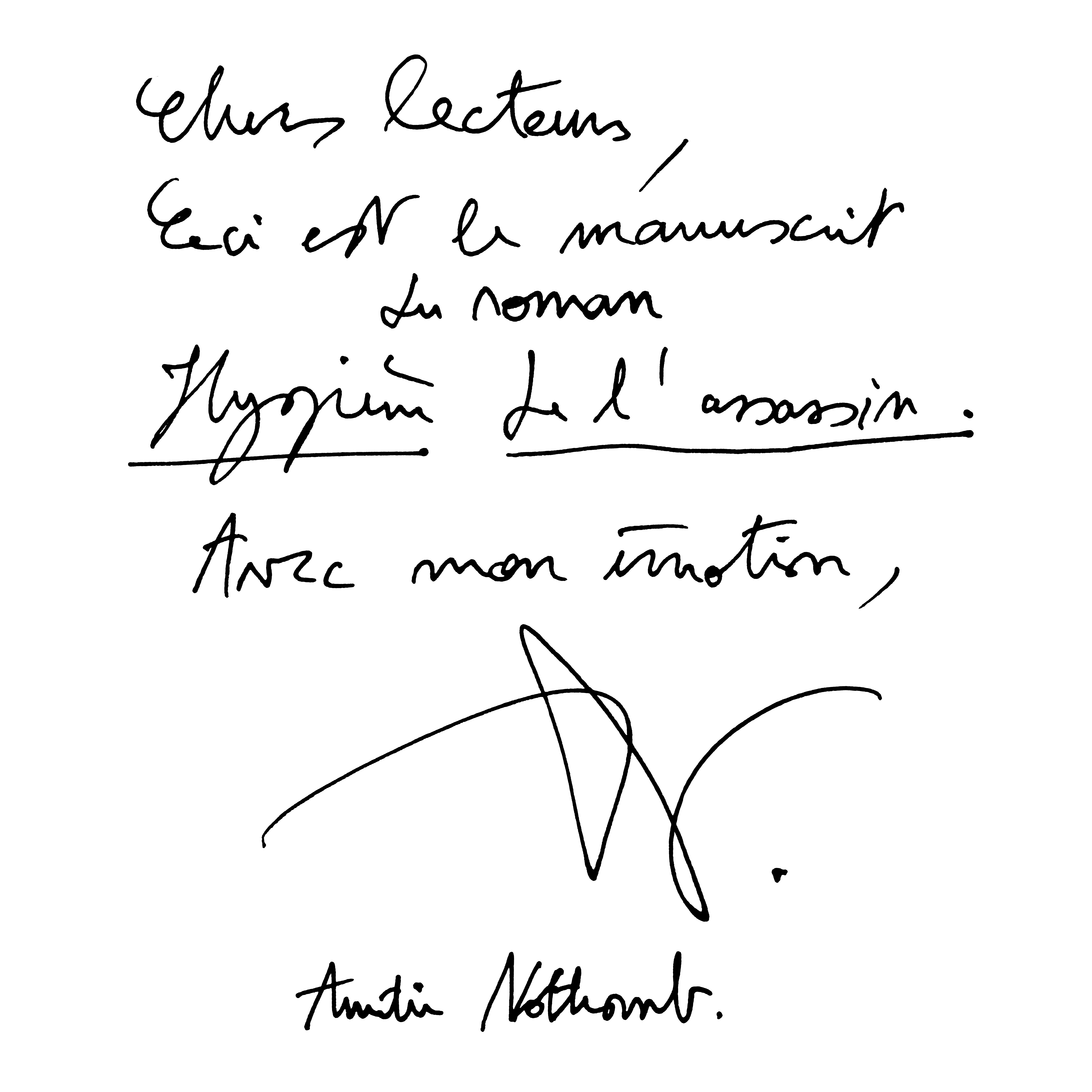
Groet van de auteur aan de lezers van Hygiène de l'assassin.

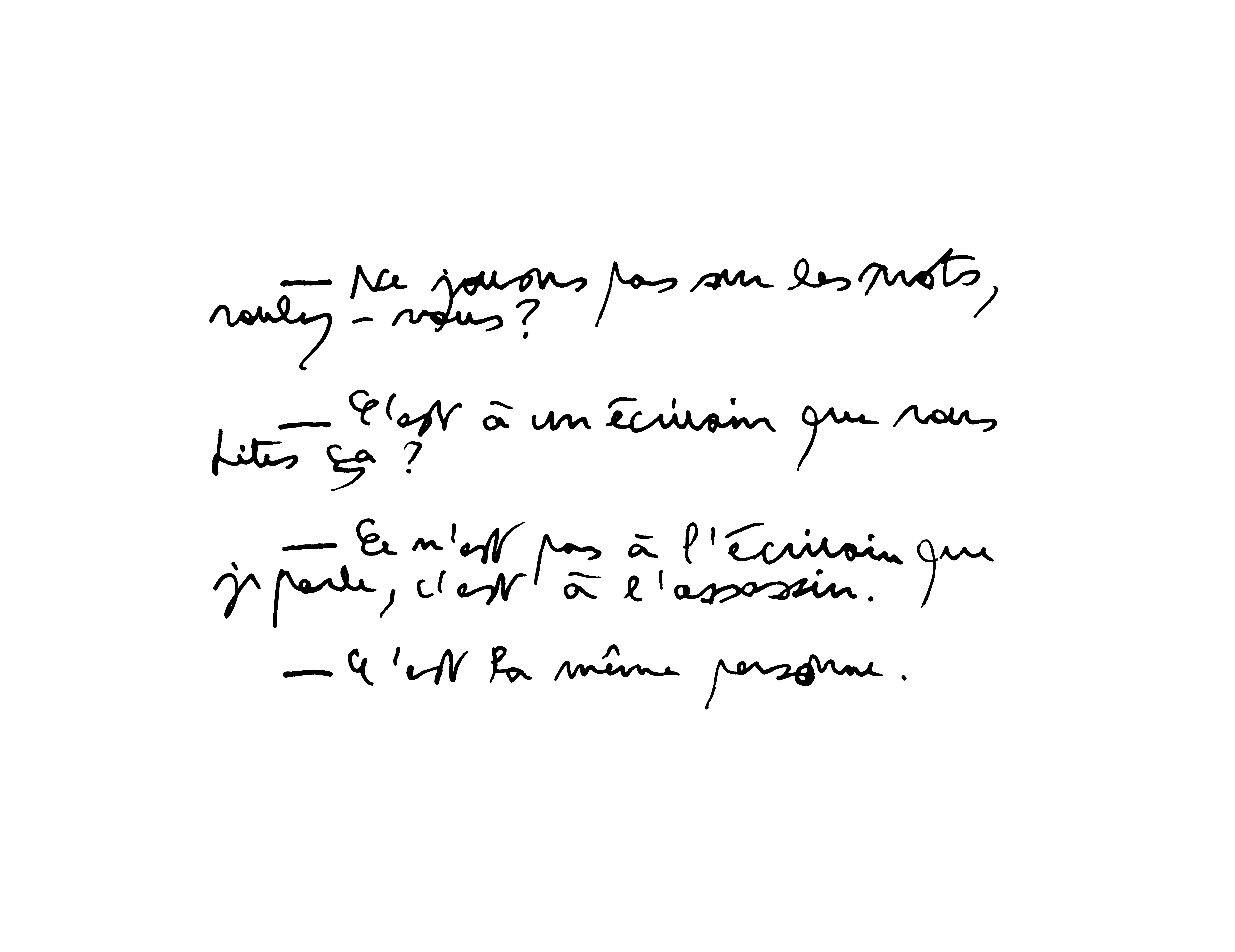
Pagina 198 van de manuscriptuitgave

Hygiène de l'assassin is de eerste roman van de Belgische auteur Amélie Nothomb, gepubliceerd in 1992 door Éditions Albin Michel. Daarnaast verscheen een aparte uitgave van het manuscript in beperkte oplage bij Les Éditions des Saints Pères. De Franstalige roman is bijna volledig uit dialogen opgebouwd. Het boek werd in 1995 door Manteau uitgebracht met een Nederlandse vertaling van Chris Van De Poel onder de titel Hygiëne van de moordenaar. 

## Samenvatting
De beroemde schrijver Prétextat Tach, auteur van tweeëntwintig romans en winnaar van de Nobelprijs voor de Literatuur, lijdt aan het "syndroom van Elzenveiverplatz" ofwel kanker van het kraakbeen. Hierdoor heeft hij nog maar twee maanden te leven. Vanuit de hele wereld stromen journalisten toe, want een interview met Tach zou een primeur van formaat zijn. Slechts vijf journalisten worden door Tachs secretaris toegelaten. Alle buitenlandse dagbladen worden geweerd, want de schrijver spreekt alleen Frans en wil geen beroep doen op een tolk. Evenmin worden niet-blanke journalisten toegelaten en hetzelfde lot ondergaan feministische en medische periodieken en te politiek gekleurde tijdschriften. Na de eerste interviews realiseert de lezer zich dat Tach een volgevreten misantroop is van de ergste soort: hard, intolerant, racistisch, vrouwonvriendelijk en provocerend, iemand die hoegenaamd niets vertelt over zijn privéleven. Alle vragen die hem gesteld worden, negeert hij en hij heeft er een duivels plezier in om de gesprekken te sturen in een richting die hij zelf wil. De eerste vier journalisten worden zo slachtoffer van een wreed spelletje waarvan ze ten slotte wegvluchten, walgend van zijn cynisme en wreedheden. Zo lopen alle interviews na korte tijd op niets uit totdat een vrouw, Nina, zich als laatste aandient om de onfortuinlijke gast van de romanschrijver te worden. Het wordt een scherpe confrontatie tussen de gevierde schrijver en de journaliste. Vooral Tachs misogynie zal voor Nina een van de grootste obstakels worden.
Als Nina binnenkomt, wil Prétextat haar onmiddellijk aan de deur zetten, want hij kan vrouwen niet uitstaan. Toch slaagt Nina erin om hem te overtuigen. In tegenstelling tot de anderen heeft zij wel heel zijn oeuvre gelezen, waardoor ze beter gewapend is en hem goed kan inschatten. Tussen de vele romans die Tach schreef is er één onafgewerkt gebleven, Hygiène de l'assassin (Hygiëne van de moordenaar). Nina heeft snel door dat het gaat om een autobiografie. Beetje voor beetje verzamelt ze tijdens het gesprek (dat meer en meer op een verhoor begint te lijken) de stukjes die het grote geheim van Tach blootleggen: Prétextat is een moordenaar. Hij heeft zijn jeugdliefde Léopoldine in haar puberteit vermoord, omdat hij niet kon verdragen dat ze een vrouw werd en vrouwen vindt Tach lelijk. Als gevolg daarvan is hij beginnen te eten tot hij een afstotelijke dikzak werd. Nina draait nu de rollen om en Tach wordt nu zelf degene die in een nietsontziend interview op het rooster wordt gelegd. Nina dwingt hem om de duivels van zijn eigen verleden onder ogen te komen.

## Personages
Er zijn slechts drie belangrijke personages: Prétextat Tach, Nina en Léopoldine.

## Verfilming
Adaptatie voor film van François Ruggieri in 1999. Acteurs:
- Jean Yanne : Prétextat Tach
- Barbara Schulz : Nina de Kerle
- Sophie Broustal : Papillon
- Catherine Hiegel : Catherine
- Simone D'Aillencourt : l'infirmière
- Éric Prat : Le Pain
- Richard Gotainer : La Brosse
- Agathe de La Boulaye : la psychologue
- Julie Guille : Léopoldine jeune

Verschillen tussen de roman en de film: de film laat het hele hoofdstuk weg waar vier journalisten door de schrijver worden verdreven en voegt een onderzoek door de politie toe. Prétextat Tach is minder 'walgelijk' dan in het boek. Een personage dat in de roman de dood vindt, overleeft in de filmplot.

## Toneelbewerkingen
- In het Petit théâtre de Paris in 1998, geregisseerd door Didier Long. Acteurs:
  - Jean-Claude Dreyfus: Prétextat Tach
  - Nathalie Cerda: Nina

- Het theater "Le Public" in Brussel in 2008, geregisseerd door Peter Santini. Acteurs:
  - Daniel Hanssens: Prétextat Tach
  - Valérie Marchant: Nina
  - Vincent Lecuyer

## Adaptatie voor opera
- In 1995 heeft Daniel Schell een opera gerealiseerd door het libretto en de muziek ervoor te schrijven.[2]

## Prijzen
- Prix René-Fallet
- Prix Alain-Fournier